# أنتال دوناي
أنتال دوناي (بالمجرية: Dunai Antal)‏ ، من مواليد 21 مارس 1943 ، لاعب كرة قدم هنغاري سابق.
لعب مع منتخب هنغاريا لكرة القدم.

## روابط خارجية
- أنتال دوناي على موقع الاتحاد الدولي (مؤرشف)  (الإنجليزية)
- أنتال دوناي على موقع الاتحاد الأوربي (الإنجليزية)
- أنتال دوناي على موقع قاعدة بيانات كرة القدم.إي يو (الإنجليزية)
- أنتال دوناي على موقع ناشيونال فوتبول تيمز (الإنجليزية)
- أنتال دوناي على موقع عالم كرة القدم.نت (الإنجليزية)
- أنتال دوناي على موقع كووورة
- أنتال دوناي على موقع أوليمبيديا (الإنجليزية)
- أنتال دوناي على موقع اللجنة الأولمبية المجرية (الهنغارية)